# Зелёный Холм (Орловская область)
Зелёный Хо́лм — посёлок в Мценском районе Орловской области России. Входит в состав Спасско-Лутовиновского сельского поселения.

## География
Посёлок находится в северной части Орловской области, в лесостепной зоне, в пределах центральной части Среднерусской возвышенности, на расстоянии примерно 10 км (по прямой) к северо-востоку от Мценска, административного центра района.
Климат
Климат населённого пункта характеризуется как умеренно континентальный с умеренно морозной зимой и теплым, иногда жарким летом. Средняя многолетняя температура самого холодного месяца — января, составляет −9,4 °С, температура самого теплого +19 °С.
Часовой пояс
Посёлок Зелёный Холм, как и вся Орловская область, находится в часовой зоне МСК (московское время). Смещение применяемого времени относительно UTC составляет +3:00.

## Население
| 2010 |
| ---- |
| 1    |

## Улицы
Уличная сеть посёлка состоит из одной улицы (ул. Зелёная).